# Velká cena San Marina silničních motocyklů
Velká cena San Marina a Rimini silničních motocyklů je motocyklový závod, který je součástí mistrovství světa silničních motocyklů jako součást Prix silničních motocyklů závodní sezóny.
5. září 2010 zemřel na následky zranění japonský jezdec Šoja Tomizawa, který startoval v třídě Moto2.

## Vítězové Grand Prix silničních motocyklů - San Marino
| Rok  | Trať    | 125 cc                   | Moto2                     | MotoGP                     | Report |
| ---- | ------- | ------------------------ | ------------------------- | -------------------------- | ------ |
| 2022 | Misano  | Dennis Foggia (Honda)    | Alonso López (Boscoscuro) | Francesco Bagnaia (Ducati) | Report |
| 2011 | Misano  | Nicolas Terol (Aprilia)  | Marc Marquez (Suter)      | Jorge Lorenzo (Yamaha)     | Report |
| 2010 | Misano  | Marc Márquez (Derbi)     | Toni Elías (Moriwaki)     | Dani Pedrosa (Honda)       | Report |
| Rok  | Trať    | 125 cc                   | 250 cc                    | MotoGP                     | Report |
| 2009 | Misano  | Julián Simón (Aprilia)   | Héctor Barberá (Honda)    | Valentino Rossi (Yamaha)   | Report |
| 2008 | Misano  | Gábor Talmácsi (Aprilia) | Álvaro Bautista (Aprilia) | Valentino Rossi (Yamaha)   | Report |
| 2007 | Misano  | Mattia Pasini (Aprilia)  | Jorge Lorenzo (Aprilia)   | Casey Stoner (Ducati)      | Report |
| Rok  | Trať    | 125 cc                   | 250 cc                    | 500 cc                     | Report |
| 1993 | Mugello | Dirk Raudies (Honda)     | Loris Capirossi (Honda)   | Michael Doohan (Honda)     | Report |
| 1991 | Mugello | Peter Öttl (Rotax)       | Luca Cadalora (Honda)     | Wayne Rainey (Yamaha)      | Report |

| Rok  | Trať    | 80 cc                       | 125 cc                     | 250 cc                      | 500 cc                     | Report |
| ---- | ------- | --------------------------- | -------------------------- | --------------------------- | -------------------------- | ------ |
| 1987 | Misano  | Manuel Herreros (Derbi)     | Fausto Gresini (AGV)       | Loris Reggiani (Aprilia)    | Randy Mamola (Yamaha)      | Report |
| 1986 | Misano  | Pier Paolo Bianchi (Seel)   | August Auinger (Bartol)    | Tadahiko Taira (Yamaha)     | Eddie Lawson (Yamaha)      | Report |
| 1985 | Misano  | Jorge Martínez (Derbi)      | Fausto Gresini (Garelli)   | Carlos Lavado (Yamaha)      | Eddie Lawson (Yamaha)      | Report |
| 1984 | Mugello | Gerhard Waibel (Real)       | Maurizio Vitali (MBA)      | Manfred Herweh (Real-Rotax) | Randy Mamola (Honda)       | Report |
| Rok  | Trať    | 50 cc                       | 125 cc                     | 250 cc                      | 500 cc                     | Report |
| 1983 | Imola   | Ricardo Tormo (Garelli)     | Maurizio Vitali (MBA)      |                             | Kenny Roberts (Yamaha)     | Report |
| 1982 | Mugello | Eugenio Lazzarini (Garelli) |                            | Anton Mang (Kawasaki)       | Freddie Spencer (Honda)    | Report |
| 1981 | Imola   | Ricardo Tormo (Bultaco)     | Loris Reggiani (Minarelli) | Anton Mang (Kawasaki)       | Marco Lucchinelli (Suzuki) | Report |